# Johan Törner (1672–1728)
Johan Törner, född den 16 december 1672 i Skänninge, död den 21 augusti 1728 i Linköping, var en svensk skolman och vitter författare. Han var bror till Fabian Törner och far till Johan Törner (1712–1790).
Törner blev student vid Uppsala universitet 1689, filosofie magister 1700 och konrektor vid Linköpings trivialskola 1701, där han 1710 utnämndes till rektor. År 1711 blev han lektor vid Linköpings gymnasium. Törner gjorde sig bekant som skald och talare både på latin och på svenska samt utgav åtskilliga tillfällighetsdikter, Then bedröfvade Gothia öfver k. Carl XII:s långliga bortovaro (1704), ett versifierat tal över Karl XII (1719), ett latinskt minnestal över Thomas Ihre (1720) med mera.